# Цуруми (река)
Цуруми (яп. 鶴見川 цуруми-гава) — река в префектурах Канагава и Токио, на острове Хонсю, Япония. Впадает в Токийский залив.
Длина реки составляет 43 км, площадь бассейна — 235 км², на территории её бассейна проживает около 1 млн 960 тыс. человек. У реки имеется 10 притоков. Порядка 85 % её бассейна застроено, оставшиеся 15 % занимают леса и сельскохозяйственные угодья. В 2005 году реке был присвоен статус так называемой «городской реки» (яп. 特定都市河川). 
Через реку ежегодно переправляется большое количество людей. Река считается одной из самых загрязнённых в Японии, однако в последние годы[когда?] принимаются меры по улучшению качества воды.
В 1978 году в Цуруми был обнаружен холерный вибрион, однако, согласно заключению министерства здравоохранения, опасности эпидемии для жителей окрестностей реки нет.
На реке проводится ежегодный одноимённый фестиваль.